# Michele Angiolillo
Michele Angiolillo (Foggia, 1872 - Bergara, Guipúscoa, 1897) fou un anarquista i magnicida italià. Va fugir de la seva ciutat natal per tal de no anar a la presó i marxà a Londres, on treballava de tipògraf. Quan va tenir notícies de la forta repressió contra els anarquistes catalans en el procés de Montjuïc, i l'execució de Tomàs Ascheri, a qui havia conegut personalment, decidí d'atemptar contra Antonio Cánovas del Castillo, aleshores president del govern espanyol.
A París potser rebé diners d'Henri Rochefort i dels revolucionaris cubans, tot i que alguns historiadors ho desmenteixen. Aleshores a Madrid s'entrevistà amb José Nakens fent-se passar per periodista, i seguí Cánovas al balneari de Santa Águeda (Arrasate), on l'assassinà disparant-li tres trets el 8 d'agost de 1897. No oposà cap resistència a la seva detenció, tot dient que havia complert amb el seu deure i que els seus germans ja eren venjats, entre ells els condemnats al consell de guerra del procés de Montjuïc per l'atemptat del carrer dels Canvis Nous. Fou condemnat a mort en un judici ràpid i executat a garrot vil el 20 d'agost de 1897 al pati de la presó de Bergara.
Actualment, la presó de Bergara està ocupada per un gaztetxe i cada any, en l'aniversari de la seva execució, mans anònimes col·loquen roses vermelles a la seva tomba.